# Naadtoeslag

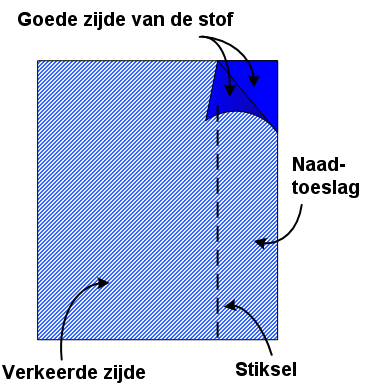
Platte naad met naadtoeslag, gezien vanaf de verkeerde kant

De naadtoeslag of naadwaarde is een extra stuk textiel dat bij het knippen van de stof moet worden meegenomen om de naad te maken in het definitieve product. De naadtoeslag is noodzakelijk om ervoor te zorgen dat de naad bij gebruik van het kledingstuk niet openscheurt. Vaak zal het nodig zijn om de naadtoeslag af te werken zodat deze niet gaat rafelen, met bijvoorbeeld een zigzagsteek, door de stof met de hand te omwinden, of met een locksteek.
Bij het maken van een knippatroon voor kleding kan ervoor gekozen worden om de naadtoeslag mee te tekenen. Het voordeel hiervan is dat er geen fouten worden gemaakt bij het knippen van de stof en dat het minder tijd kost. Het nadeel is dat het knippatroon minder makkelijk aan elkaar gelegd kan worden om de pasvorm te beoordelen. Nederlandse knippatronen bevatten meestal geen naadtoeslag. Bij buitenlandse is dat vaak wel het geval.
Over het algemeen gebruikt men een breedte van de naadtoeslag van 4 cm langs de zoom, tussen 1,5 en 2,5 cm langs rechte naden en schoudernaden, en 1,5 cm langs rondlopende en gebogen naden (zoals de halslijn of mouwsgat). De bredere naadtoeslag bij de zoom is zinvol omdat de zoom dan beter valt, maar ook omdat er bij de eindafwerking van een kledingstuk (of gordijn) dan meer speelruimte over is.
Bij het naaien kan de naaister de breedte van het voetje van de naaimachine gebruiken om de naad op de juiste plaats van het geknipte patroon te naaien.

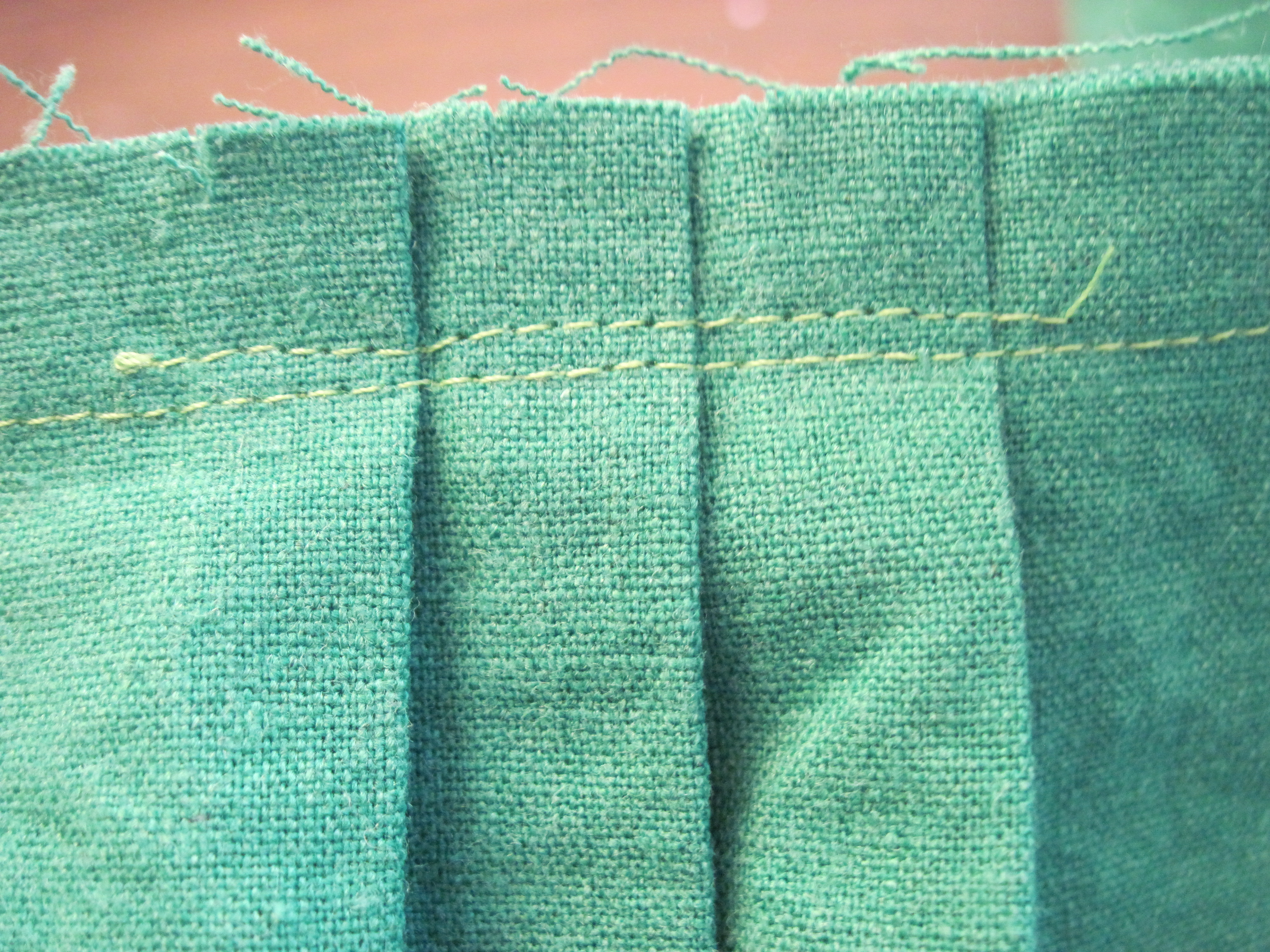
Gestikte plooien met een nog niet afgewerkte naadtoeslag

Er bestaan speciale magneetjes om op een schaar te plakken, waarmee een standaard naadtoeslag makkelijker te knippen is.
Bij dikke stof zal er een bredere naadtoeslag nodig zijn dan bij de dunnere soorten. Bij stoffen die "schuin van draad" worden toegepast is ook een bredere naadtoeslag nodig. Soms wordt de naadtoeslag na het naaien bijgeknipt. Bij geheel niet rafelende stoffen kan de naadtoeslag worden bijgeknipt met een zigzagschaar.